# Arc Trio
Arc Trio ist ein Jazzalbum des Trios von Mario Pavone mit dem Pianisten Craig Taborn und dem Schlagzeuger Gerald Cleaver. Die am 1. Februar 2013 im New Yorker Cornelia Street Cafe entstandenen Aufnahmen erschienen 2013 auf dem Label Playscape Recordings.

## Hintergrund
Britt Robson schrieb in JazzTimes, dass Pavone bei der Planung seines ersten Live-Albums nach Dutzenden von Studioaufnahmen als Leader bzw. als Co-Leader beabsichtigte, mit der Musik etwas von dem einzufangen, was er in den 1960er Jahren auf Trio-Platten mit eigenwilligen, genreübergreifenden Pianisten gehört hatte. Die Platten, auf die er sich konzentrierte – Steve Kuhns Three Waves (1966), Paul Bleys Floater (1964) und Andrew Hills Smokestack (1966) – sind die ersten drei, die er in seinen Liner Notes zitiert.

## Titelliste

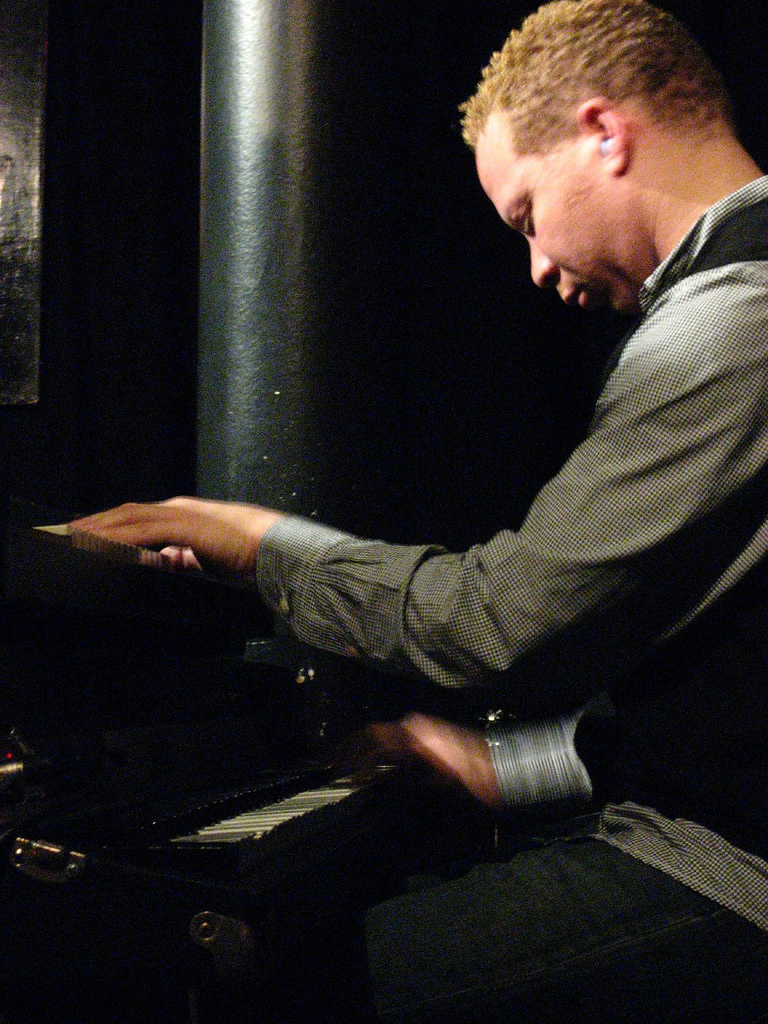
Craig Taborn (2008)

- Mario Pavone: Arc Trio (Playscape Recordings – PSR#020113)[3]
  1. Andrew 6:31
  2. Eyto 7:11
  3. Not Five Komono 9:10
  4. Box In Orange 7:32
  5. Poles 5:21
  6. Alban Berg 8:59
  7. Hotep 4:53
  8. Dialect 8:15
- Alle Kompositionen stammen von Mario Pavone.

## Rezeption
Nach Ansicht von Britt Robson (JazzTimes) hätten die Vorbilder aus den 1960er Jahren – Steve Swallow in Three Waves, Steve Swallow in Floater und Eddie Khan in Smoke Stack – verständlicherweise alle eine stark holzige Bassarbeit aufgewiesen, die Pavones Herangehensweise an das Instrument ähnle. Aber sie zeigten auch eigenwillige Pianisten, die die damals aufkommenden Fortschritte im modalen, „freien“ und Hardbop-Jazz angepasst hätten, um ihre eigene Postbop-Stilistik zu kreieren.
Pavone sollte sehr zufrieden mit Arc Trio sein, meinte Rezensent Robson, das durchaus sowohl neben diesen Vorfahren als auch unter seinen eigenen Produktionen bestehen könne. Die Wahl von Craig Taborn als Pianist stellte sicher, dass das Hauptinstrument und die harmonische Kraft des Trios Pavones geistige Kraft sowohl für die traditionellen als auch für die offenen Grundlagen des Postbop teilen. Und welchen besseren Schlagzeuger gebe es als Gerald Cleaver, der seit dem College-Besuch des Pianisten vor einem Vierteljahrhundert mit Taborn gespielt hat und bei drei früheren CDs und zahlreichen Live-Dates ebenfalls mit Pavone zusammengearbeitet hatte.